# Ledebouria lepida
Ledebouria lepida är en sparrisväxtart som först beskrevs av Nicholas Edward Brown, och fick sitt nu gällande namn av Stephanus Venter. Ledebouria lepida ingår i släktet Ledebouria och familjen sparrisväxter. Inga underarter finns listade i Catalogue of Life.